# 실물화폐

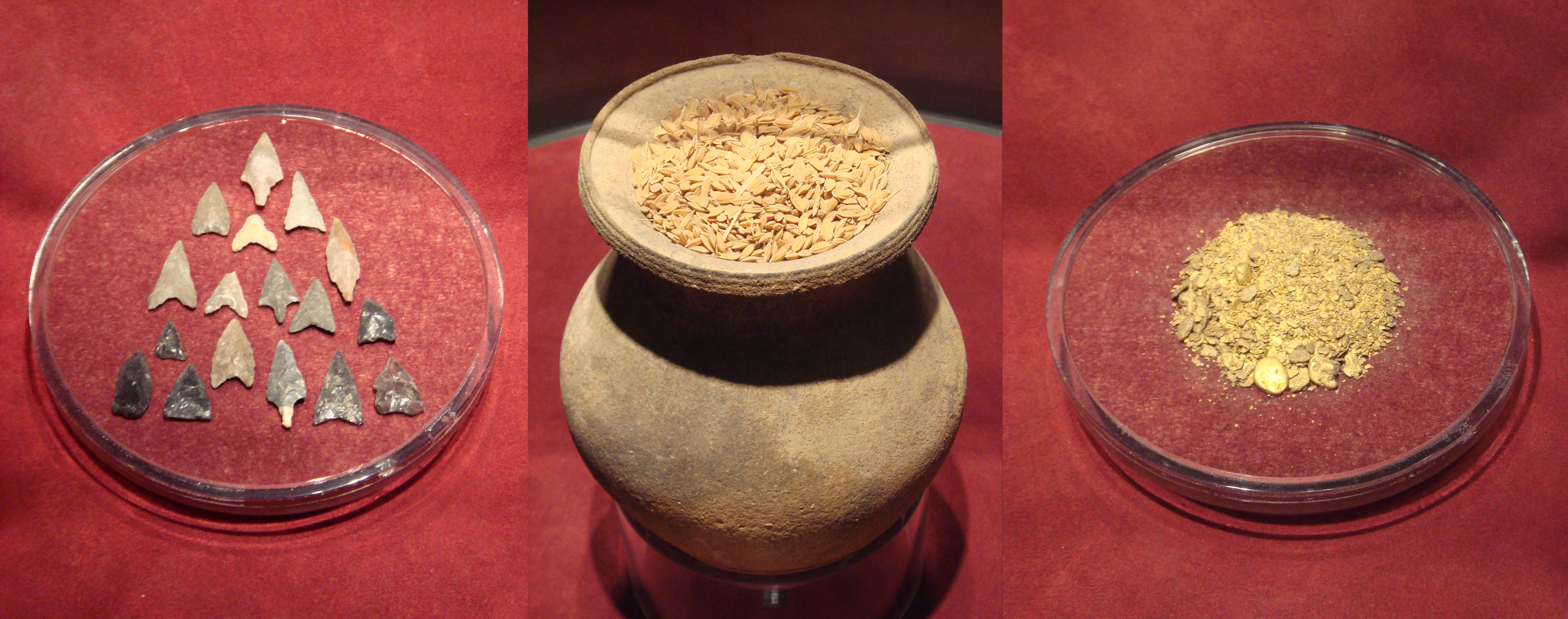

실물화폐(實物貨幣, 영어: commodity money), 상품화폐 또는 물품화폐는 가치가 "제조된 실물"로부터 기원하는 돈이다.
교환 매개체로 사용되는 실물의 예로는 금, 은, 구리, 후추, 고형차, 꾸민 허리띠, 조개껍질, 술, 궐련, 견섬유, 사탕, 못, 코코아콩, 보리가 있다.

## 같이 보기
- 지금형 주화
- 질적저하
- 화폐사